# Buskea ovalis
Buskea ovalis is een mosdiertjessoort uit de familie van de Celleporidae. De wetenschappelijke naam van de soort is, als Cellepora ovalis, voor het eerst geldig gepubliceerd in 1881 door Busk.